# Cyril Despres
Cyril Despres, né le 24 janvier 1974 à Nemours (Seine-et-Marne), est un pilote moto puis auto français, pratiquant principalement le rallye-raid. Il a remporté cinq fois le Rallye Dakar  moto entre 2005 et 2013.

## Carrière
En 2005, il remporte son premier Rallye Dakar, rallye que l'écurie KTM s'était promis de remporter en souvenir de Richard Sainct, mort quelques mois plus tôt dans un accident le 29 septembre 2004 pendant le rallye des Pharaons en Égypte. Mais ce rallye, il le dédie aussi à un autre de ses coéquipiers, son ami italien Fabrizio Meoni, mort le 11 janvier.
L'année 2006 est pour lui une année difficile : il est tout d'abord devancé par l'Espagnol Marc Coma lors du Rallye Dakar. Puis il doit faire face au décès de son père spirituel Henri Magne. Il échappe enfin de justesse à une avalanche au cours de laquelle son meilleur ami perd la vie.
Il renoue avec la victoire lors de l'édition 2007 du Dakar : après une première semaine difficile, avec en particulier une casse de boîte de vitesses qui le contraint à finir une spéciale en première, il reprend la première place avec l'abandon de Marc Coma et remporte ainsi son deuxième Dakar.
En 2010, il s'impose après avoir dominé l'épreuve à partir de la troisième étape. Il remporte ensuite deux Dakar consécutifs en 2012 et 2013.
Lors de l'édition du Dakar 2012, il fait partie d'une controverse. En effet, le 10 janvier 2012, 6 sur 7 pilotes ont des difficultés dans une mare de boue. Despres reçoit l’aide du Portugais Paulo Gonçalves pour sortir, mais le laisse ensuite dans la mare de boue. Goncalves est donc obligé de se faire aider par des locaux pour sortir. Seul Marc Coma évite le bourbier mais perd beaucoup de temps pour le contourner. Les organisateurs ont donc fini par changer la route. Despres est crédité du temps perdu alors que Goncalves reçoit 6 h de pénalité pour avoir reçu une aide externe. Coma quant à lui n'est pas crédité avec le temps perdu pour son détour,,,,.
Le 14 mars 2013, Cyril Despres annonce la fin de ses 12 ans de collaboration avec KTM et son arrivée chez Yamaha pour le Rallye Dakar 2014. Il est annoncé en mars 2014 chez Peugeot Sport pour courir l'édition 2015 du Rallye Dakar au volant d'une Peugeot 2008. Le 23 juillet 2016, il remporte le Rallye de la Route de la Soie avec son copilote David Castera, toujours sur Peugeot 2008 DKR.
Il vit en Andorre et à Banyuls-sur-Mer et parle parfaitement le catalan.

## Palmarès

### Titres
- Champion du monde d'enduro par équipe : 2001 ;
- Champion du monde des rallyes tout terrain : 2003 et 2009

### Principales victoires
- Rallye Dakar :
  - Vainqueur (5) : 2005, 2007, 2010, 2012 et 2013
  - 2e : 2003, 2006, 2009 et 2011
  - 3e : 2004, et 2017 en auto
    - 32 Victoires d'étapes en moto, 2 en auto et une en SSV.
- Rallye de Tunisie : 
  - Vainqueur (3) : 2004, 2005 et 2009
  - 2e : 2003
  - 3e : 2000
- Rallye d'Orient : 
  - Vainqueur (1) : 2005
- Rallye du Maroc
  - Vainqueur (4) : 2000, 2003, 2010 et 2012
  - 2e : 2006
  - 3e : 2004 et 2009
- Rallye dos Sertões (Brésil) :
  - Vainqueur (2) : 2006 et 2011
  - 2e : 2007, 2008 et 2013

## Rallye Dakar

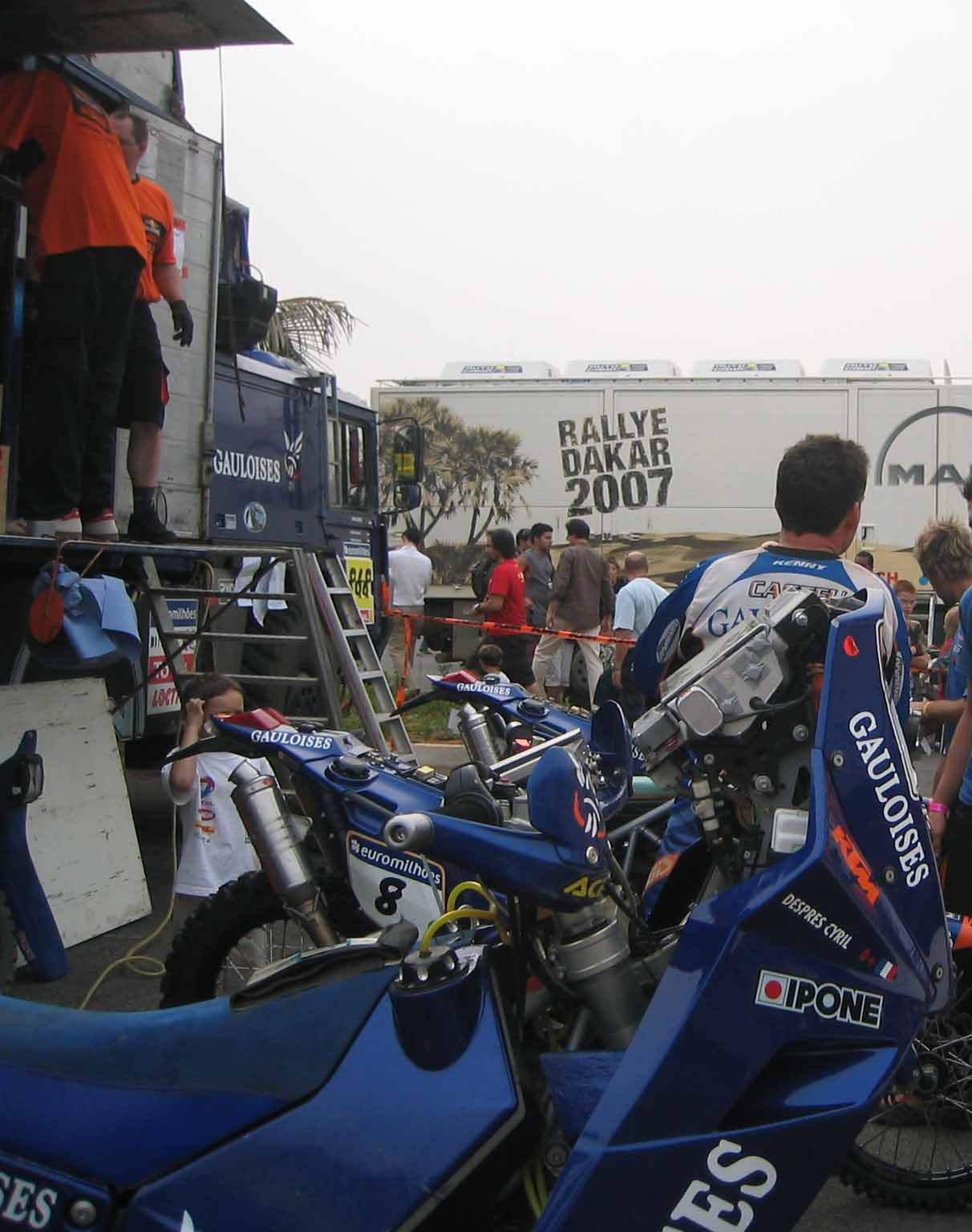
La moto KTM de la victoire à l'arrivée du Dakar 2007.

Il compte 23 participations et 5 victoires (5 à moto). Il a remporté 32 victoires d'étapes en moto, 2 en auto et une en SSV soit un total de 35 victoires d'étapes.

### Moto
| Année | Categorie                                         | Marque                                            | Position                                          | Victoires d'étapes                                |
| ----- | ------------------------------------------------- | ------------------------------------------------- | ------------------------------------------------- | ------------------------------------------------- |
| 2000  | Moto                                              | Honda                                             | 16e                                               | -                                                 |
| 2001  | Moto                                              | BMW                                               | 13e                                               | 1                                                 |
| 2002  | Moto                                              | KTM                                               | Abd.                                              | -                                                 |
| 2003  | Moto                                              | KTM                                               | 2e                                                | 3                                                 |
| 2004  | Moto                                              | KTM                                               | 3e                                                | 4                                                 |
| 2005  | Moto                                              | KTM                                               | 1er                                               | 2                                                 |
| 2006  | Moto                                              | KTM                                               | 2e                                                | 4                                                 |
| 2007  | Moto                                              | KTM                                               | 1er                                               | 2                                                 |
| 2008  | Épreuve remplacée par le rallye d'Europe centrale | Épreuve remplacée par le rallye d'Europe centrale | Épreuve remplacée par le rallye d'Europe centrale | Épreuve remplacée par le rallye d'Europe centrale |
| 2009  | Moto                                              | KTM                                               | 2e                                                | 4                                                 |
| 2010  | Moto                                              | KTM                                               | 1er                                               | 2                                                 |
| 2011  | Moto                                              | KTM                                               | 2e                                                | 3                                                 |
| 2012  | Moto                                              | KTM                                               | 1er                                               | 3                                                 |
| 2013  | Moto                                              | KTM                                               | 1er                                               | 1                                                 |
| 2014  | Moto                                              | Yamaha                                            | 4e                                                | 3                                                 |

### Auto
| Année | Categorie | Marque           | Position | Victoires d'étapes |
| ----- | --------- | ---------------- | -------- | ------------------ |
| 2015  | Auto      | Peugeot          | 34e      | -                  |
| 2016  | Auto      | Peugeot          | 7e       | -                  |
| 2017  | Auto      | Peugeot          | 3e       | 1                  |
| 2018  | Auto      | Peugeot          | 31e      | 1                  |
| 2019  | Auto      | Mini             | 5e       | -                  |
| 2020  | SSV       | OT3 buggy        | Abd.     | 1                  |
| 2021  | Auto      | Peugeot 3008 DKR | 10e      | -                  |
| 2022  | Auto      | GPX Racing       | 19e      | -                  |